# Miguel de Múzquiz y Goyeneche
Miguel de Múzquiz y Goyeneche, I Conde de Gausa y I Marqués de Villar del Ladrón (Elvetea, Navarra, 15 de enero de 1719 - Real Sitio de El Pardo, Madrid, 21 de enero de 1785), fue un político español que ejerció los cargos de secretario de Hacienda y Guerra entre 1765 y 1785.

## Carrera al Servicio del Estado
Miguel de Múzquiz fue dirigido por sus padres, cuando aún era adolescente, a Alicante al cuidado de su tío materno Juan de Goyeneche y Guiquirrena (Elvetea, 1689), quien le inició en el mundo de la Administración del Estado ya que este desempeñaba sus funciones en la administración de la Renta del Tabaco de Alicante.

## Funcionario de la Secretaría de Hacienda
Miguel de Muzquiz es, por mucho, el ministro de todos los ramos más longevo en la historia de España. Fue durante dieciocho años y nueve meses ministro de Hacienda y durante cinco años ministro de Guerra. Su primer puesto en la corte lo obtuvo en 1736, cuando contaba diecisiete años de edad. Fue designado paje de bolsa del marqués de Torrenueva, Secretario de Estado de Hacienda a la sazón. Cabarrús dijo de Torrenueva que no dexo mejor monumento a su breve ministerio que la protección concedida a este joven destinado a sucederle con el tiempo, y a ser tan útil a su misma nación. Desde entonces fue ascendiendo a la sombra de los diferentes Secretarios del ramo: Iturralde, Verdes Montenegro, Campillo, Ensenada, Valparaíso y Esquilache, siendo nombrado sucesivamente en 1739 oficial 5.º, más tarde oficial 3.º en 1748 y oficial mayor de la Secretaría de Hacienda en 1754. Según las crónicas de la época, la nación lo veía inmutable, al cabo de veinte y siete años, en medio de todas las convulsiones de la Real Hacienda. Su ascenso en la Secretaría se aceleró hasta que en marzo de 1766 Carlos III le nombró secretario de Estado y del Despacho de Hacienda para sustituir a Esquilache, destituido tras el motín de su nombre. En total dedicó cuarenta y nueve años de su vida al Ministerio de Hacienda.

## Papel en «la Entrega» de la infanta María Luisa al archiduque Leopoldo de Austria
En 1765 Carlos III encargó personalmente a Miguel de Múzquiz llevar a su hija, la infanta María Luisa, a celebrar su matrimonio con el archiduque Leopoldo, que luego ocupó el trono imperial austriaco. Se puso en movimiento una escuadra de nueve navíos con aparato de gala encabezada por el ya casi octogenario Marqués de la Victoria. En el navío Rayo embarcó la Infanta y junto a ella, Múzquiz. Zarparon del puerto de Cartagena el 24 de junio, pasaron por Barcelona y llegaron a Génova el 17 de julio. Les acompañaba una buena representación de la nobleza española. Llegados a Génova fueron al Palacio de Tursis y de allí al del marqués de Doria de Montealde, para la solemne entrega al conde de Rossemberg, embajador de los emperadores austriacos. La gran comitiva partió de regreso a España acompañando a la princesa del mismo nombre María Luisa de Parma, que casaría ese mismo año con el heredero de la Corona, Carlos IV. 
Por aquel viaje la propia emperatriz María Teresa I de Austria le concedió el título de marqués de Villar del Ladrón, entregándosele diploma en Viena el 5 de febrero de 1767. Expresamente se dice en el documento de concesión que puede elegir el nombre como “de la entrega” en memoria de la propia misión, o bien “de Villar del Ladrón de cuya Villa sois poseedor”. Muzquiz utilizó para usos oficiales su nombre y apellidos hasta que le fue otorgado el título castellano con el cual desde entonces firmó y se le distinguió en los documentos.

## Desarrollo y repoblación de Sierra Morena
En 1767 se aprobó el proyecto regio de la Repoblación de la Sierra Morena, para lo cual se le pidió a Miguel de Múzquiz la supervisión de Pablo de Olavide, que había sido encargado de llevar a cabo el proyecto sobre el terreno. La idea pretendía crear además una «nueva sociedad campesina modélica» o una «república ideal igualitaria» muy influenciadas por los aires de la ilustración. Entre otras acciones se levantaron pueblos de “nueva planta” entre las que estaba Muzquia, en honor a Miguel de Múzquiz, que posteriormente pasó a denominarse Guarromán (Jaén).

## Fundación del Banco de San Carlos

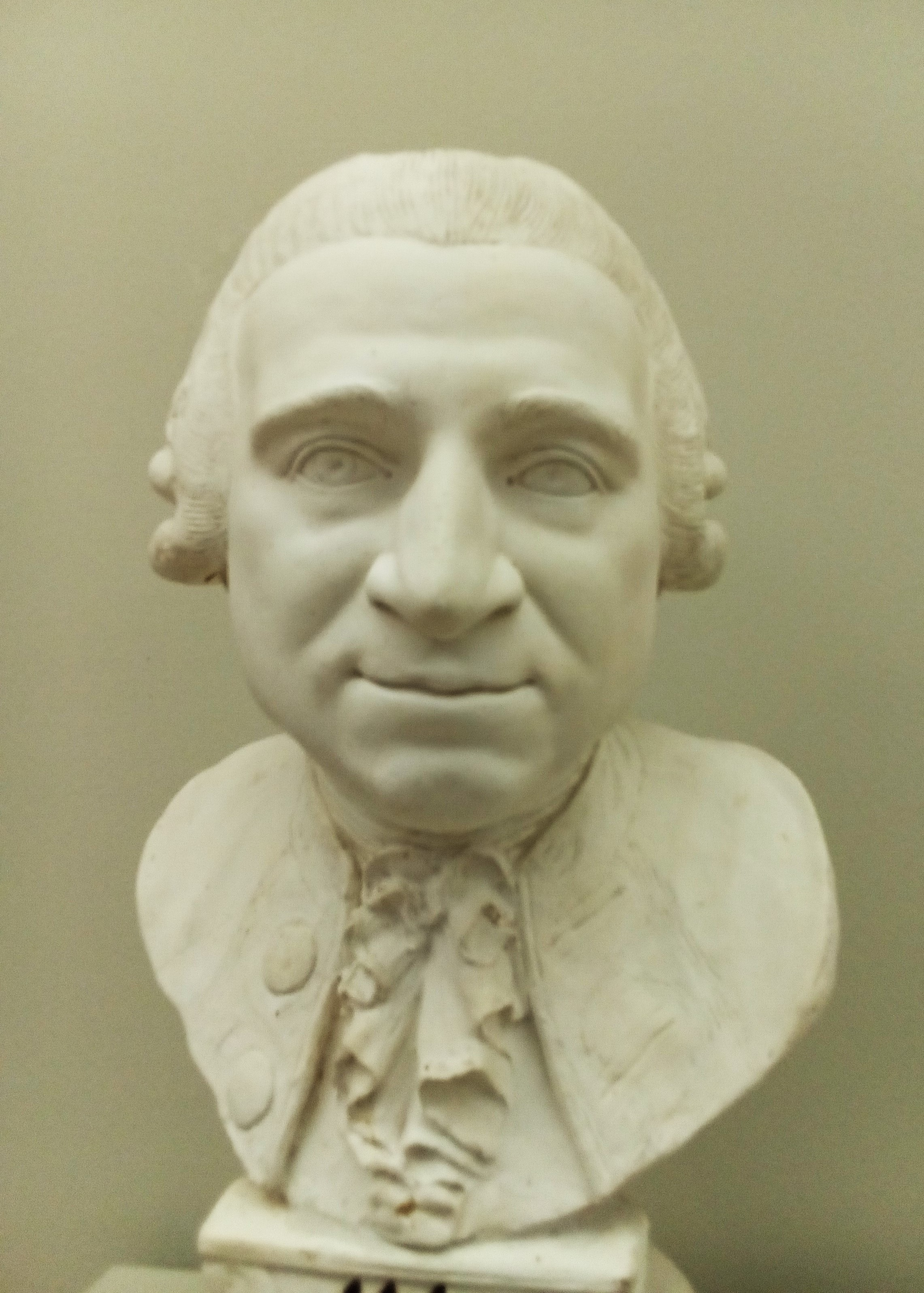
José Rodríguez Díaz, retrato de Miguel de Múzquiz y Goyeneche. Vaciado en yeso. Madrid, Real Academia de Bellas Artes de San Fernando

Pero lo que es sin duda la mayor obra de Miguel de Múzquiz, y en la que más injustamente ha sido tratado, es su papel en la fundación, en 1782, del Banco de San Carlos, embrión del posterior Banco de España. Los otros impulsores de la creación del Banco, el conde de Floridablanca, el conde de Cabarrús y Campomanes han sido suficientemente agraciados por estudios al respecto. 
El banco consistía en una sociedad privada, cuya propiedad correspondía a instituciones y sujetos particulares que poseían sus acciones. Aunque no era un banco público, gozaba de la protección de la Corona, y mantenía estrechos lazos financieros con el Estado. Su principal función era convertir en efectivo inmediato los vales reales que reflejaban deudas con el Estado.

## Secretaría de Guerra
En 1780 fue nombrado, en adición a sus cargos, Secretario del Despacho Universal de Guerra en sustitución del Conde de Ricla. Sería la primera vez en la monarquía absoluta española que a un civil le es confiada la Secretaría de Guerra. Le tocó lidiar con las acciones militares principalmente contra Inglaterra en la recuperación de Menorca, bloqueo a Gibraltar y en la expedición a Argelia así como en la independencia del Estado americano de la Florida.

## Títulos nobiliarios, honoríficos y otros cargos

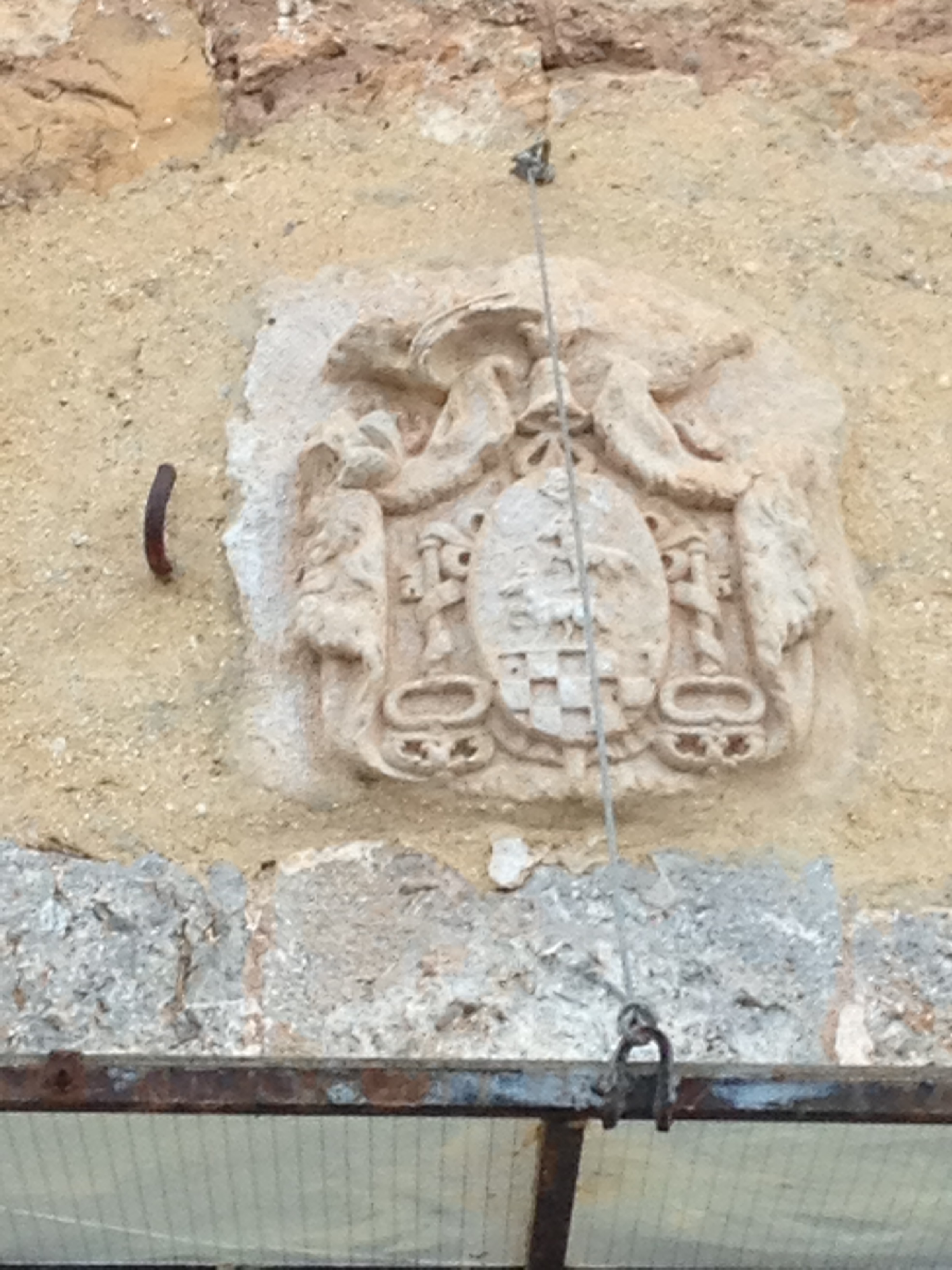
Escudo de Miguel de Muzquiz en el Molino fortificado Torre Gausa, en Sagunto (Valencia).

En 1743 y tras hacer las pruebas correspondientes ingreso como caballero de la Orden de Santiago (1743). 
Además del Marquesado de Villar de Ladrón, ya mencionado, obtuvo el Condado de Gausa creado por Real Despacho de 2 de julio de 1783, con Vizcondado previo de Mores (Real Decreto de 28 de marzo de 1783).
Fue condecorado con la Gran Cruz de la Real y Distinguida Orden de Carlos III en 1783.
Otros cargos que ocupó durante su carrera fueron: superintendente general del Cobro y distribución de la Real Hacienda, superintendente general de las Reales Fábricas, superintendente general de las Casas de la Moneda, superintendente general de Rentas, presidente de las Juntas de Comercio, presidente de las Juntas de Juros, presidente de las Juntas de Minas, presidente de las Juntas de Tabaco, decano del Consejo Supremo de Castilla, decano del Supremo Consejo de Guerra, escribano mayor de la Superintendencia de la Real Hacienda.

## Negocios privados. Sagunto y Sueca
Su carrera en la Secretaría de Hacienda la compagina con negocios privados. Su acceso más o menos directo al monarca Fernando VI, le permite comprar en 1755, por un valor de 700,000 reales de vellón, casas, molinos y tierras con derechos exclusivos de explotación. Adquiere así inmuebles y tierras en las villas de Morvedre (actual Sagunto) y Sueca, en la actual provindia de Valencia, principalmente, así como en Villar del Ladrón (actualmente Villar del Infantado, Cuenca). El negocio le permite explotar de manera monopolista la molienda de harinas, hornos de pan y otros productos. En la Partida de Gausa, bajo la muralla de Sagunto, hace levantar un molino que hace también de residencia y al cual le pone su escudo. Desde 1775, en Sagunto, enajena de la Corona el Forn dels Banys y el Forn de la Placeta (en la Plazuela de los Dolores). En ambos Múzquiz sutituyo el escudo Real por el suyo. 
Accede también a explotaciones agrícolas de olivar, viña, secano y huerta e impulsa el cultivo del arroz en la Albufera. Así mismo adquirió grandes superficies provenientes de la Orden de Montesa, en la Albufera, y que eran susceptibles de producir arroz de gran calidad. Posee igualmente otra gran casa blasonada en la calle principal de Sueca. Miguel de Múzquiz, había obtenido en 1761 una concesión para el establecimiento de 10 000 hanegadas de tierra, con la apertura en 1764 de una acequia, que hasta la fecha lleva su nombre, y la conversión de las tierras en regadío. Múzquiz obtendría en 1782 licencia real para cultivar arroz. No está documentada la presencia de Múzquiz en Sueca, pero si que mando construir un palacio en la carrer Mare de Deu, en cuya fachada fue esculpido su blasón heráldico. La casa ya no se conserva pero sí dicho blasón.

## Ascendencia, descendencia y vida familiar
Los Múzquiz provienen originalmente de Arraiz, a mitad de camino entre Pamplona y Elizondo. El padre de Miguel, Pedro de Múzquiz, fue bautizado en Arraiz el 2 de junio de 1688, era “segundón” de una familia típica baztanesa donde el primogénito heredaba la Casa y la casi totalidad del patrimonio. Casó Pedro con Catalina Goyeneche Guiquerrena, procedente de Elvetea donde asentaron su residencia. De este matrimonio nacieron María Josefa (1716), Ana (1718) y Miguel (1719). En Madrid, vivió en casas propias, en la calle de las Tres Cruces, cerca de la Gran Vía. 
Pedro y su esposa Catalina, se preocuparon desde un principio de la promoción social de sus vástagos a través del clientelismo familiar, sabiendo que las posibilidades que ofrecía el Valle eran muy limitadas. Así que promocionaron a sus hijos de la siguiente manera:

### Hermanos
María Josefa fue casada con Juan Martín de Mendinueta y fueron padres de Jerónimo de Mendinueta, I Conde de la Cimera, título que más tarde recaerá en los descendientes de Miguel de Múzquiz.
Ana María, casaría con Sebastián de Ozta, III Marqués de Rivas-Cacho. 
Y el propio Miguel casó el 28 de septiembre de 1749 en Madrid con María Ignacia Clemente Leoz, nacida en 1724 y de ascendencia aragonesa. 

### Hijos
Agustín (1750-1819), II Marqués de Villar de Ladrón y II Conde de Gausa, Mayordomo de Semana de S.M., Caballero de la Orden de Carlos III. Casó con Dolores de Ugarte y Palomero. Tuvieron como única hija a Bruna (1794-1741), III Condesa de Gausa quien casó con Miguel José Maldonado y Maldonado, VI Conde de Villagonzalo, Marqués de Scala. Bruna murió en Burdeos (Francia) y no tuvo descendencia. 
Bernabé, Canónigo Doctoral de la Catedral de Plasencia, Arcidiano de Alzira (Valencia).
Félix (1756-1780) Mayordomo de Semana de S.M, hábito de la Orden de Santiago, militar. Participó en la Campaña de Argel (1775), donde fue herido de gravedad, en la Ocupación española de la isla de Santa Catarina (1777), donde fue el encargado de comunicar al rey Carlos III el éxito de la misión, y en el bloqueo de Gibraltar donde falleció por heridas de guerra. Sin descendencia.  
María Xaviera (1758), a la postre única que dio descendencia duradera a su padre. Nació en Madrid, y casó con Juan Javier de Goyeneche e Idanburu, Marqués de Belzunce, Marqués de Ugena y Conde de Saceda, Caballero de Santiago. Juan Javier era nieto y heredero único de los tres Mayorazgos creados por Juan de Goyeneche, personaje de máximo interés que marca la alta burguesía de final del XVII y principio del XVIII. En este matrimonio se unen los cinco títulos ya mencionados hasta ahora. Más tarde llegarán a la familia también los condados de Goyeneche, Tepa y de la Cimera y el marquesado de Prado Alegre.
Ignacio (Madrid, 1759- Madrid, 1813), I Marqués de Múzquiz, estudio en el colegio Mayor San Clemente de Bolonia. Siguió la carrera diplomática siendo nombrado agregado en Londres, 1783, en Dinamarca, 1789, y en Suecia, 1791. Vuelto a España fue consejero de Guerra con Carlos IV. En 1796 fue enviado a Prusia, y finalmente embajador en Francia el 29 de diciembre de 1799, entregó las cartas credenciales a Bonaparte el 21 de febrero de 1800. Acompañó a Fernando VII en su viaje a Bayona, 1808, concurrió a la junta allí instalada en representación de Jerez de la Frontera y también por la ciudad de Madrid. Fue uno de los firmantes de la Constitución de Bayona. Al servicio de José I, quien le encarga en julio de 1808 una negociación cerca del general Gregorio de la Cuesta. Consejero de Estado, 25 de julio de 1808; vocal de la sección de Interior y Policía General del Consejo de Estado, mayo 1809; inspector general de Cédulas Hipotecarias (cargo importante con vistas a la adquisición de bienes nacionales). Tuvo un papel instigador de apoyo a la invasión Napoleónica. Se le relacionó amorosamente con Teresa Cabarrús. 
| Predecesor: Leopoldo de Gregorio, Marqués de Esquilache   | Secretario del Despacho de Hacienda 1766-1785 | Sucesor: Pedro López de Lerena, Conde de Lerena |
| Predecesor: Ambrosio de Funes Villalpando, Conde de Ricla | Secretario del Despacho de Guerra 1780- 1785  | Sucesor: Pedro López de Lerena, Conde de Lerena |